# Copa Telmex de fútbol amateur
La Copa Telmex Telcel es el torneo de Fútbol amateur más grande del mundo, se lleva a cabo desde hace 26 años (1999) a nivel nacional con la rama varonil; 20 años (2004) con la rama femenil, y 12 años (2012) con la categoría juvenil. Este 2025 se llevará a cabo la edición 25. 
Desde 2007, la Copa Telmex ha sido reconocida por el libro Guinness como el torneo de futbol amateur más grande del mundo, habiendo alcanzado en la edición de 2011 la cifra de 209,667 atletas (181,909 hombres y 27,768 mujeres) distribuidos en 12,341 equipos (10,799 masculinos y 1,542 femeninos).
Esta iniciativa nace en el año 1999 como una alternativa de desarrollo de la juventud mexicana a través del deporte. 
El objetivo de este programa, es alejar a los jóvenes de la calle y de los vicios para que se comprometan a continuar entrenando dentro de las canchas, y con ello, piensen en ser mejores todos los días.